# Осорио-и-Бертран де Лис, Хуан Мигель
Дон Хуан Мигель Осорио-и-Бертран де Лис (исп. Juan Miguel Osorio y Bertrán de Lis; род. 7 ноября 1958, Мадрид) — испанский аристократ и бизнесмен, известный жокей и тренер скаковых лошадей, 19-й герцог Альбуркерке (с 1994 года).

## Биография
Родился в Мадриде 7 ноября 1958 года. Единственный сын Дона Бельтрана Осорио и Диеса де Ривейры (1918—1994), 18-го герцога Альбуркерке (1942—1994), и Доньи Марии Терезы Бертран де Лис и Пидаль (1923—1969), дочери Висенте Бертрана де Ли и Пидаль, 3-го маркиза Бондад-Реал (1936—1959).
17 декабря 1969 года в автомобильной аварии погибла Мария Тереза, мать одиннадцатилетнего Хуана Мигеля.
18 февраля 1994 года в Мадриде скончался 75-летний Бельтран Осорио и Диес де Ривейра, 18-й герцог Альбуркерке, отец Хуана Мигеля. Последний унаследовал титулы и владения дома Альбуркерке.
Его титулы:
- 19-й герцог Альбуркерке (гранд Испании)
- 8-й герцог Альхете (гранд Испании)
- 20-й маркиз Альканьисес (гранд Испании)
- 18-й маркиз де Куэльяр
- 14-й маркиз Кадрейта
- 14-й маркиз Монтаос
- 10-й маркиз де Кульера
- 18-й граф Уэльма
- 18-й граф Ледесма
- 17-й граф Фуэнсальдания
- 17-й граф Грахаль
- 15-й граф Вильянуэва-де-Каньедо

Почетный граждан города Куэльяр и президент Фонда герцогского дома Альбуркерке.
Он посвятил всю жизнь лошадям, в настоящее время является известным тренером скаковых лошадей.

## Семья и дети
1 июля 1984 года в Альхете первым браком женился на Беатрис Летельер и Вомхилл (род. 1962, Чили), от брака с которой у него двое детей:
- Беатрис Осорио и Летельер (род. 1988)
- Николас Бельтран Осорио и Летельер (род. 1989)

В 1996 году супруги развелись. 25 июля 1996 года в замке Монтсеррат (Альтафулья) Хуан Мигель вторично женился на модели Бланке де лас Ньевес де Суэльвес и Фигероа (род. 5 мая 1969, Перу), дочери Хосе де Суэльвес и Понсих (род. 1928), 11-го маркиза де Тамарит и 2-го виконта Монтсеррат, и Виктории Евгении де Фигероа и Бурбон (род. 1930), дочери Луиса де Фигероа и Алонсо-Мартинеса (1890—1963), 2-го графа Романосес (1951—1963). Их дети:
- Бланка Осорио и Суэльвес (род. 1996)
- Луис Осорио и Суэльвес (род. 1998)